# Сандриго (Виченца)
Сандриго (итал. Sandrigo) је насеље у Италији у округу Виченца, региону Венето.
Према процени из 2011. у насељу је живело 6333 становника. Насеље се налази на надморској висини од 68 м.

## Становништво
Према резултатима пописа становништва 2011. у општини је живело 8.392 становника.
| 1931. | 1936. | 1951. | 1961. | 1971. | 1981. | 1991. | 2001. | 2011. |
| ----- | ----- | ----- | ----- | ----- | ----- | ----- | ----- | ----- |
| 5.469 | 5.632 | 6.104 | 6.065 | 6.804 | 7.121 | 7.210 | 7.904 | 8.392 |

## Партнерски градови
- Røst